# Fokstua Station
Fokstua Station (Fokstua stasjon) er en tidligere jernbanestation på Dovrebanen, der ligger i Dovre kommune i Norge. Stationen ligger i nærheden af gården Fokstugu Fjellstue, et gammelt overnatningssted for rejsende og pilgrimme på vej til Trondheim.
Stationen åbnede 20. september 1921, da banen blev forlænget fra Dombås til Støren. Den blev fjernstyret 11. december 1968 og gjort ubemandet 1. januar 1969. Betjeningen med persontog blev indstillet 27. maj 1990, hvorefter den tidligere station har fungeret som fjernstyret krydsningsspor. Desuden er der et læssespor.
Stationsbygningen og pakhuset, der begge er i sortmalet træ, blev opført til åbningen efter tegninger af Erik Glosimodt. Stationsbygningen er rigt dekoreret med tagdetaljer og omkring vinduer og døre. Begge bygninger blev fredet i 1999.